# Franz Meyer (Kunsthistoriker)
Franz Meyer (* 4. Juni 1919 in Zürich; † 3. März 2007 ebenda) war ein Schweizer Kunsthistoriker und Jurist. Er leitete von 1955 bis 1961 die Kunsthalle Bern und von 1962 bis 1980 das Kunstmuseum Basel.

## Werdegang

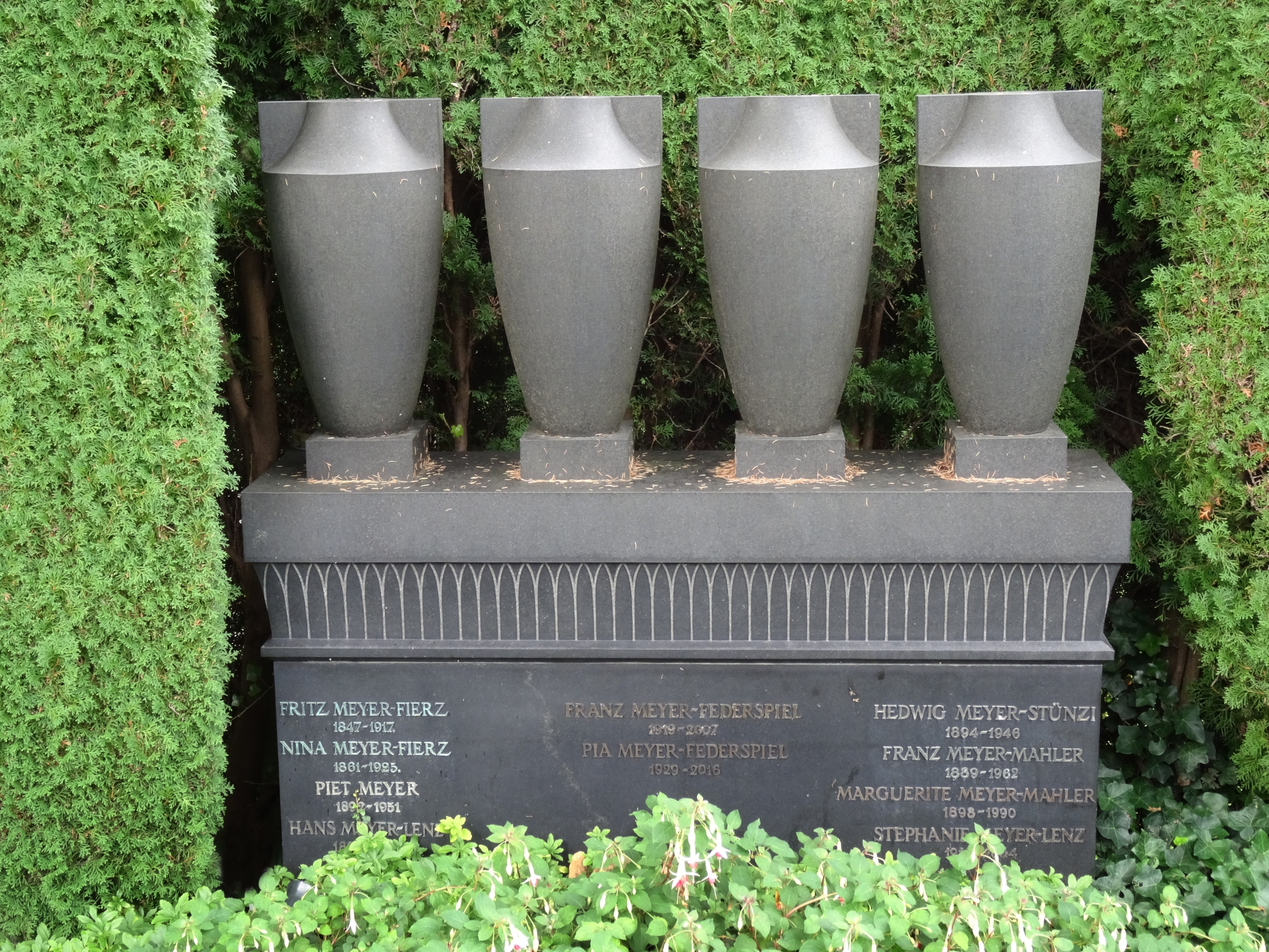
Grab, Friedhof Enzenbühl, Zürich

Meyer wuchs in einem kunstsinnigen Elternhaus auf, umgeben von Gemälden der klassischen Moderne. Sein Vater Franz Meyer Senior war Jurist, Unternehmer, langjähriger Präsident der Zürcher Kunstgesellschaft und Kunstsammler. Die Kunstsammlung seines Großvaters Fritz Meyer-Fierz umfasste Werke von Hodler, van Gogh, Cézanne, Gauguin, aber auch von holländischer Kunst des 19. Jahrhunderts. Meyer studierte Jura in Zürich, wurde 1947 promoviert. Anschließend begann er ein Studium der Kunstgeschichte bei Hans Robert Hahnloser an der Universität Bern und wurde mit einer Arbeit über die Glasfenster der Kathedrale von Chartres an der Universität Zürich promoviert; er ergänzte sein Studium mit Aufenthalten in Rom und ab 1951 in Paris. Dort lernte Meyer Ida Chagall, die Tochter des Malers Marc Chagall kennen, die er 1952 heiratete. Aus der Ehe gingen drei Kinder hervor. 1955 wurde er, als Nachfolger von Arnold Rüdlinger, Direktor der Kunsthalle Bern. 1956 zeigte er eine erste umfassende Retrospektive von Alberto Giacometti. Später wurde er Präsident der Alberto Giacometti Stiftung in Zürich (1990–1995). 1961 verliess Meyer die Kunsthalle, sein Nachfolger wurde Harald Szeemann.
Franz Meyer war in zweiter Ehe mit der Künstlerin Pia Meyer-Federspiel verheiratet und fand seine letzte Ruhestätte auf dem Friedhof Enzenbühl in Zürich.

## Kunstsammlung Basel
1961 wurde Meyer als Nachfolger von Georg Schmidt zum Direktor der Öffentlichen Kunstsammlung Basel (Kunstmuseum Basel) gewählt. Auf sein Betreiben hin wurden 1962 Robert Delaunays «Hommage à Blériot» und 1963 Edgar Degas «Jockey blessé» und Kasimir Malewitschs „Landschaft mit roten Häusern“ (um 1910) angekauft. Den Bestand an Gemälden von Pablo Picasso erweiterte er 1967 mit dem Ankauf von «Femme assise dans un fauteuil», «Demoiselles du bord de la Seine» (1950) und aus der Sammlung Staechelin Picassos «Deux frères» von 1905 und der «Arlequin assis». Picasso schenkt der Sammlung daraufhin «Homme, femme et enfant» von 1906 sowie zwei seiner neueren Gemälde.
1968 richtete Meyer im Kunstmuseum den Alberto-Giacometti-Saal ein, der 19 Bronzegüsse und Originale aus Gips enthielt. Dabei korrespondierte Barnett Newmans Skulptur Here II von 1966 – durch vier Räume hindurch – mit Giacomettis Grande Figure von 1947. Mit Hilfe von Stiftungen und Donationen erwarb Meyer Arbeiten von Sam Francis, Mark Tobey und Barnett Newman. Hauptwerke von Hans Arp, Eduardo Chillida und Constantin Brâncuși ergänzen die Skulpturensammlung. 1980 realisierte er zusammen mit Maja Sacher das Museum für Gegenwartskunst für die gemeinsamen Sammlungen der Kunsthalle Basel und der öffentlichen Kunstsammlung Basel, in dem die Werke von Carl Andre, Jasper Johns, Frank Stella, Walter De Maria, Donald Judd, Dan Flavin, Bruce Nauman und Andy Warhol, aber auch Konzeptkünstler wie On Kawara und Hanne Darboven ihren Platz fanden.
Nach seinem Rücktritt in Basel 1980 lebte Meyer in seinem Elternhaus in Zürich. 1976 hatte er in zweiter Ehe die Malerin Pia Federspiel, die Witwe seines Vorgängers in der Kunsthalle Bern, geheiratet. Meyer übte Lehrtätigkeiten an den Universitäten Basel, Zürich und Bern aus und war Verfasser zahlreicher kunstgeschichtlicher Texte, unter anderem Testfälle der Kunstgeschichte. Von Odilon Redon bis Bruce Nauman oder Barnett Newman. The Stations of the Cross. Von 1965 bis 1972 war Meyer Mitglied der Eidgenössischen Kunstkommission, von 1962 bis 1980 gehörte er dem Stiftungsrat der Emanuel Hoffmann-Stiftung an.